# Rivière Saint-Charles (vattendrag)
Rivière Saint-Charles är ett vattendrag i Kanada.   Det ligger i provinsen Québec, i den sydöstra delen av landet, 180 km öster om huvudstaden Ottawa.
Trakten runt Rivière Saint-Charles består till största delen av jordbruksmark. Runt Rivière Saint-Charles är det tätbefolkat, med 319 invånare per kvadratkilometer.